# St. Johns, Michigan
St. Johns är administrativ huvudort i Clinton County i den amerikanska delstaten Michigan. Enligt 2010 års folkräkning hade St. Johns 7 865 invånare.